# Himérios
Himérios est un orateur et un sophiste (professeur de rhétorique) du IVe siècle ap. J.-C. (v. 315-386). On trouve aussi la forme latinisée Himérius.

## Famille
Né à Pruse, en Bythinie, fils d'un rhéteur du nom d'Aminias, il est probablement le petit-fils de Claudius Bassus Himerius (Klaudios Bassos Himerios), trésorier Bithynien qui est le compagnon de Nikagoras en Egypte en 326.
Il épouse une aristocrate athénienne, probablement la sœur de Nikagoras, dévot de Pan et des Nymphes au milieu du IVe siècle, et aussi probablement la petite-fille du philosophe platonicien Nicagoras. De son épouse ils ont deux enfants:
- Rouphinos, né vers 341/6, décédé vers 357/62.
- une fille au nom inconnu, née vers 345/50, décédée après 383[1].

Lorsqu'en 357/362, il plaida pour faire obtenir à son fils unique, Rouphinos, la citoyenneté athénienne, il précise :
Il m'est insupportable de ne pas appeler homme libre mon fils qui est Athénien (né à Athènes) ... Voici le descendant de Plutarque par qui vous formez tout le monde. Voici le descendant de Minoukianos, lequel par sa parole a suscité tant d'affranchissement. Je vous ai amené le descendant de Nikagoras, mon propre fils. Je vous livre un catalogue des sophistes et des philosophes, la véritable noblesse de l'Attique. 
Et lorsque, peu après, le jeune homme décède prématurément, âgé de 14 ans environ, Himérios rédige une longue oratio dans laquelle il rappelle l'ascendance de l'enfant :
Je pleure maintenant celui en qui j'avais espéré voir un orateur plus habile que Minoukianos, plus grave que Nikagoras, plus disert que Plutarque, plus philosophe que Musonius, plus endurant que Sextos, plus brillant que tous ses ancêtres. 

## Biographie
Il consacra toute sa vie à l'enseignement de la rhétorique. Il fit ses études, puis enseigna à Athènes, dont il fut en son temps une des gloires, et ne quitta cette ville que brièvement quand il fut appelé à Constantinople sous le règne de l'empereur Julien, qui avait été son élève. Il mourut d'une crise d'épilepsie. Bien qu'il ait été résolument païen, les auteurs chrétiens du siècle suivant lui ont donné pour élèves les futurs saints Grégoire de Nazianze et Basile de Césarée, mais ce n'est pas absolument assuré.
On possède de lui trente-quatre discours (entiers ou incomplets), soit déclamations d'école, soit discours de circonstance, dans lesquels il manifeste un art très élaboré, proche de la poésie, qui lui valut beaucoup de prestige en son temps.